# Jaroslav Balaštík
Jaroslav Balaštík (Uherské Hradiště, 28 novembre 1979) è un ex hockeista su ghiaccio ceco.

## Palmarès

### Mondiali
- 1 medaglia:
  - 1 argento (Lettonia 2006)